# Psoricoptera speciosella
Psoricoptera speciosella is een vlinder uit de familie tastermotten (Gelechiidae). De wetenschappelijke naam is voor het eerst geldig gepubliceerd in 1893 door Teich.
De soort komt voor in Europa.